# Rock ’n’ Roll (album TSA)
Rock ’n’ Roll – album zespołu TSA wydany w 1988 roku nakładem Tonpressu.

## Lista utworów

### Wydanie LP
Strona 1
1. „Jestem głodny” (muz. S. Machel, M. Piekarczyk – sł. J. Rzehak, M. Piekarczyk)
2. „Wielki cud” (muz. Z. Kraszewski – sł. M. Piekarczyk)
3. „Ciągle walcz” (muz. M. Piekarczyk, J. Niekrasz – sł. J. Rzehak, M. Piekarczyk)
4. „Wyciągam swoją dłoń” (muz. S. Machel, M. Piekarczyk – sł. J. Rzehak, M. Piekarczyk)

Strona 2
1. „Francuskie ciasteczka” (muz. S. Machel, M. Piekarczyk – sł. J. Rzehak, M. Piekarczyk)
2. „Wielka fiesta” (muz. M. Piekarczyk, J. Niekrasz – sł. J. Rzehak)
3. „Roller coaster” (muz. S. Machel, M. Piekarczyk – sł. J. Rzehak, M. Piekarczyk)
4. „Nie mów tak, nie mów” (muz. M. Piekarczyk, J. Niekrasz – sł. J. Rzehak, M. Piekarczyk)
5. „Pierwszy karabin” (muz. S. Machel, M. Piekarczyk – sł. M. Piekarczyk)

### Wydanie CD (2004)
1. „Jestem głodny” (muz. S. Machel, M. Piekarczyk – sł. J. Rzehak, M. Piekarczyk)
2. „Wielki cud” (muz. Z. Kraszewski – sł. M. Piekarczyk)
3. „Ciągle walcz” (muz. M. Piekarczyk, J. Niekrasz – sł. J. Rzehak, M. Piekarczyk)
4. „Wyciągam swoją dłoń” (muz. S. Machel, M. Piekarczyk – sł. J. Rzehak, M. Piekarczyk)
5. „Francuskie ciasteczka” (muz. S. Machel, M. Piekarczyk – sł. J. Rzehak, M. Piekarczyk)
6. „Wielka fiesta” (muz. M. Piekarczyk, J. Niekrasz – sł. J. Rzehak)
7. „Roller coaster” (muz. S. Machel, M. Piekarczyk – sł. J. Rzehak, M. Piekarczyk)
8. „Nie mów tak, nie mów” (muz. M. Piekarczyk, J. Niekrasz – sł. J. Rzehak, M. Piekarczyk)
9. „Pierwszy karabin” (muz. S. Machel, M. Piekarczyk – sł. M. Piekarczyk)

bonusy:
1. „Mechaniczny pies” (muz. A. Degutis, M. Piekarczyk – sł. M. Piekarczyk)
2. „Francuskie ciasteczka” [wersja alternatywna] (muz. S. Machel, M. Piekarczyk – sł. J. Rzehak, M. Piekarczyk)
3. „51” [feat. Andrzej Nowak](muz. A. Nowak, M. Piekarczyk – sł. J. Rzechak)

### Wydanie MC
Strona A
1. „Jestem głodny"
2. „Mechaniczny pies"
3. „Wielki cud"
4. „Ciągle walcz"
5. „Wyciągam swoją dłoń"

Strona B
1. „Francuskie ciasteczka"
2. „Wielka fiesta"
3. „Roller coaster"
4. „Nie mów, tak, nie mów"
5. „51"

## Twórcy
- Stefan Machel – gitara
- Marek Piekarczyk – śpiew
- Janusz Niekrasz – gitara basowa
- Zbigniew Kraszewski – perkusja
- Antoni Degutis – gitara

oraz Andrzej Nowak – gitara (solo w utworze „51”)
Personel
- Piotr Brzeziński, Andrzej Solecki – realizacja
- Rafał Czaja – projekt graficzny

## Pozycje na listach
| Lista | Kraj   | Pozycja |
| ----- | ------ | ------- |
| OLiS  | Polska | 14      |